# 韓珏
韓珏（1668年—1737年），字合璧，号訒庵，山东省莱芜县人，清朝政治人物。

## 生平
雍正元年（1723年）癸卯科拔贡，中式雍正十年（1732年）壬子科第五名举人，雍正十一年（1733年）联捷癸丑科进士，名列三甲第九十三名，任四川夔州府奉节县知县，敕授文林郎。乾隆二年（1737年）秋在任所辞世，民罢市巷哭，柩登舟江边祭者仍不绝。莅任五年，整顿盐商，兴修水利，防灾安民，教化知法，造福百姓深得民爱。乾隆三年正月初一，乾隆皇帝下发表彰韩珏之祖父母与父母聖旨。